# Blepephaeus banksi
Blepephaeus banksi är en skalbaggsart som beskrevs av Stefan von Breuning 1936. Blepephaeus banksi ingår i släktet Blepephaeus och familjen långhorningar. Inga underarter finns listade.